# 라이너 (소프트웨어)
라이너(영어: Liner)는 주식회사 라이너가 제공하는 AI 검색 플랫폼이다. LLM(거대 언어 모델)과 사용자가 라이너 큐레이션을 통해 수집·탐색한 콘텐츠를 기반으로 철저히 개인화된 검색 경험을 제공한다. 여기에 더해 웹페이지에 있는 텍스트에 하이라이팅 해 중요한 정보를 문장 단위로 저장하고 관리하는 기능과 하이라이팅 데이터와 관련된 정보를 실시간으로 추천하는 서비스를 제공한다. 
현재 라이너는 웹 홈페이지, 브라우저 확장 프로그램, 앱을 서비스 중이다.

## 서비스 개요
라이너는 모바일과 데스크탑에서 사용 가능한 AI 검색 플랫폼이다. 거대 AI 모델과 자체적인 맥락 데이터를 활용해 최적화된 검색 기능을 제공한다.
- AI 검색 시스템, ChatGPT 기반 구글 검색 어시스턴트
  - 구글 검색 결과창에서 바로 ChatGPT와 구글로 부터 가져온 정보에 기반한 가장 최신 버전의 답변 제공.
  - ChatGPT는 제공하지 않는 고품질의 정보출처 확인.
  - 라이너 AI의 추천 검색 키워드로 깊이 있는 검색.
  - ChatGPT와 구글의 정보를 합친 라이너 AI 답을 저장.
  - 사용 언어, 단어, 문장 등 형식에 구애받지 않는 검색 가능.

- 정보 큐레이션 플랫폼, 읽어볼만한 고품질의 콘텐츠 추천
  - 하이라이트 및 저장한 페이지를 기반으로 신규 콘텐츠 추천.
  - 첫 번째 기사를 읽은 후 LINER가 관심사에 맞춰 읽어볼만 한 콘텐츠 추천

- 정보 수집 유틸리티, 웹 형광펜
  - 웹사이트와 PDF 파일 하이라이터.
  - 유튜브 타임라인 스탬프로 저장.
  - 이미지 저장.
  - ChatGPT 답변 저장.

## 서비스 활용 형태
- 브라우저 확장 프로그램(크롬/웨일/사파리/엣지)
  - 설치링크: https://dynamic-link.getliner.com/browser-extension
- iOS 
  - 설치링크: https://apps.apple.com/app/appname/id955395198?ls=1
- 안드로이드
  - 설치링크: https://play.google.com/store/apps/details?id=com.getliner.liner
- 웹 
  - https://getliner.com/에 로그인 후 AI 검색, 에세이 자동 완성, 공유 폴더, 하이라이팅 기능 등을 활용해 자료 검색 생산성 증대

### 보안
- 보안 관리: 구글 클라우드 플랫폼 사용
- 클라우드 저장: 저장된 모든 하이라이팅 및 코멘트 정보를 클라우드에 저장하여 한 계정으로 관리 가능.